# Купа на африканските нации 1957
Купата на африканските нации през 1957 г. е първото издание на Купата на африканските нации, който се провежда на всеки 2 години и е организиран от Африканската футболна конфедерация (CAF). Домакин е Судан.

## Обща информация
Южноафриканският съюз трябва да играе с Етиопия на полуфиналите, но е дисквалифициран, поради политиката си на апартейд. Следователно, Етиопия се класира служебно на финала, докато в другия полуфинал на Общински стадион в Хартум, египтяните побеждават домакините от Судан с 2:1. На финала Египет побеждава Етиопия с 4:0, като всичките четири гола отбелязва Ад-Диба, който е и голмайстор на турнира с пет гола. В това първо издание са изиграни само два мача.

## Стадион
| Хартум            |
| ----------------- |
| Общински стадион  |
|                   |
| Капацитет: 30 000 |
| Хартум            |

## Директни елиминации

### Полуфинали
| 10 февруари 1957 |

| Судан     | 1:2 | Египет                      |
| --------- | --- | --------------------------- |
| Башир 58' |     | Атия 21' (дуз.) Ад-Диба 72' |

| Общински стадион, Хартум 30 000 зрители Съдия: Гуебеху Дубе (Етиопия) |

| 10 февруари 1957 |

| Етиопия | – (служебен резултат) | Южноафрикански съюз |
| ------- | --------------------- | ------------------- |
|         |                       |                     |

| Общински стадион, Хартум |

### Финал
| 16 февруари 1957 |

| Египет                   | 4:0 | Етиопия |
| ------------------------ | --- | ------- |
| Ад-Диба 2', 7', 68', 89' |     |         |

| Общински стадион, Хартум 30 000 зрители Съдия: Мохамед Юсеф (Судан) |

| Купа на африканските нации 1957 Шампион |
| --------------------------------------- |
| Египет                                  |
| Египет Първа титла                      |